# Waksmundzkie Stawki
Die Waksmund-Seen (pl. Waksmundzkie Stawki) in Polen sind zwei Gletscherseen im Waksmund-Tal (pl. Dolina Waksmundzka) in der Hohen Tatra. Sie befinden sich in der Gemeinde Bukowina Tatrzańska.